# Estigmene perima
Estigmene perima är en fjärilsart som beskrevs av Jean Baptiste Boisduval. Estigmene perima ingår i släktet Estigmene och familjen björnspinnare. Inga underarter finns listade i Catalogue of Life.